# 시싸이산구

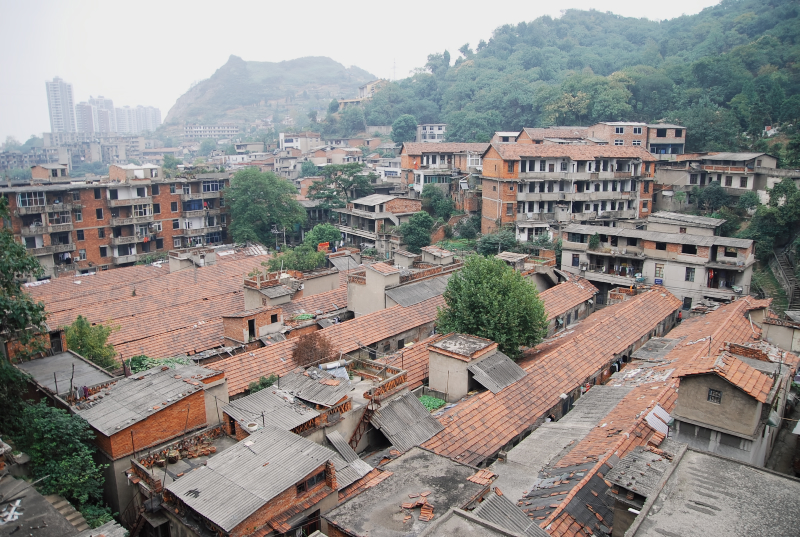

시싸이산구(한국어: 서새산구, 중국어: 西塞山区, 병음: Xīsàishān Qū)는 중화인민공화국 후베이성 황스시의 현급 행정구역이다. 넓이는 100km2이고, 인구는 2010년; 2020년 기준으로 233,708명이다.

## 행정 구역
6개 가도, 1개 진을 관할한다.
- 가도: 临江街道, 八泉街道, 陈家湾街道, 澄月街道, 黄思湾街道, 西塞街道.
- 진: 河口镇.